# Kovárské stráně
Přírodní památka Kovárské stráně byla vyhlášena v roce 1987 a nachází se poblíž obce Zákolany v okrese Kladno. Důvodem ochrany je lokalita teplomilných rostlin

## Popis oblasti
Chráněné území leží v jižně až jihozápadně orientovaném svahu po pravé straně údolí Zákolanského potoka, naproti vyústění potoka Dřetovického, na hranici přírodního parku Okolí Okoře. Vlastní přírodní památka je dostupná po neznačených polních cestách; dnem údolí pod stráněmi prochází červeně značená turistická trasa, spojující blízké hradiště Budeč a zříceninu hradu Okoř,
Z nejzajímavějších druhů rostlin v oblasti lze jmenovat hlaváček jarní (Adonis vernalis), prvosenku (Primula veris) a kozinec rakouský (Astragalus austriacus). Mezi další zajímavé druhy patří válečka prapořitá (Brachypodium pinnatum), sveřep vzpřímený (Bromus erectus), šalvěj luční (Salvia pratensis), divizna knotovkovitá (Verbascum lychnitis), krvavec menší (Sanguisorba minor), hvozdík kartouzek (Dianthus carthusianorum), chrpa latnatá (Centaurea stoebe), máčka ladní (Eryngium campestre) a další.